# Patrice Le Nepvou de Carfort
Pour les articles homonymes, voir Jean-François Le Nepvou de Carfort.
Patrice Le Nepvou de Carfort, né le 10 octobre 1925 à Bonen dans les Côtes-du-Nord, et mort le 21 mars 2010, est un médecin général français.

## Biographie

### Formation
Patrice Le Nepvou de Carfort est entré à l'école du Service de santé des armées de Lyon en octobre 1945. Il est nommé docteur en médecine en 1951 avant de rejoindre l'École d’application du Service de Santé des Troupes coloniales à Marseille.

### Guerre d'Indochine
« Le souvenir de Patrice de Carfort me replonge dans l'Antenne de Ðiện Biên Phủ.

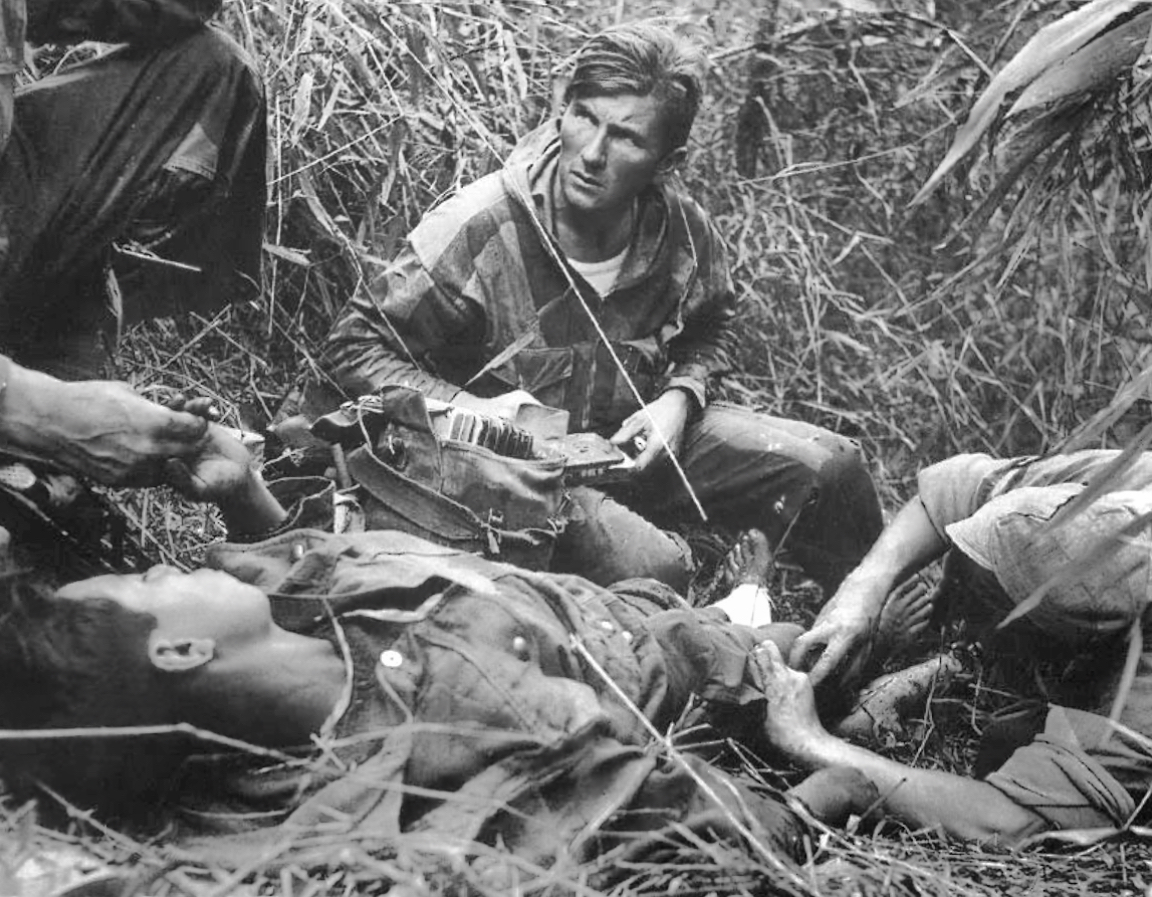
Patrice Le Nepvou de Carfort, médecin du 8e BPC, apporte les premiers secours à un parachutiste autochtone lors d'une sortie au nord du camp de Diên Biên Phu en février 1954.

Malgré sa charge écrasante de médecin du 8e bataillon de parachutistes coloniaux, sans cesse sur la brèche, il trouvait le moyen d'y venir pour un contact avec le Docteur Grauwin, mais surtout pour voir ses blessés, et pour tous il avait un mot de réconfort.
Patrice mettait de l'âme dans sa vocation et j'ai toujours à l'esprit cette photo déjà célèbre où on le voit, au cours d'une opération, auprès d'un blessé grave : il y a dans son regard toute la souffrance ressentie devant son impuissance à le sauver, mais j'y vois aussi un regard vers l'ailleurs, une prière peut-être.
Dès juin 1952, il rallie le 8e bataillon de parachutistes coloniaux en Indochine. Son comportement, tant comme médecin que comme officier, force l'admiration de tous. Médecin chef de bataillon, il assure, avec un remarquable sang-froid et un total mépris du danger, les soins et l’évacuation des blessés dans les conditions les plus difficiles, sous le feu adverse dans les zones de combat les plus meurtrières. Il se dépense également sans compter pour la population civile.
Jeune médecin-lieutenant, Patrice de Carfort participe à la bataille de Ðiện Biên Phủ au cours de laquelle il est nommé au grade de capitaine en avril 1954. Durant les combats, il se comporte en officier d'élite avant d'être fait prisonnier par le Vietminh en mai 1954. Il est libéré en septembre de la même année puis est affecté au 8e bataillon parachutiste de choc à Bayonne.
En deux années de présence en Extrême-Orient, sa brillante conduite au feu est couronnée par cinq citations, trois à l'ordre de l'armée et deux à l'ordre de la division. Il est alors nommé chevalier de la Légion d'honneur à titre exceptionnel pour faits de guerre.

### Autres terrains d’opération
De janvier 1956 à septembre 1959, la carrière de Patrice Le Nepvou de Carfort se poursuit aux Iles Marquises où son dévouement est de nouveau mis en exergue.
En octobre 1959, il est muté dans le sud de l'Algérie pour rejoindre le 8e régiment d’infanterie de marine comme médecin-chef. Jeune officier supérieur pondéré et dynamique doté d’un jugement sûr, il se porte volontaire pour les missions les plus périlleuses. Il donne alors une image exemplaire du médecin militaire et ses actions courageuses et déterminées au cours des opérations lui valent une sixième citation.
En juin 1961, de retour en métropole, après un stage à l’École d’état-major, Patrice de Carfort est nommé médecin chef de l’annexe du dépôt des isolés des troupes d’outre-mer à Paris où ses qualités et son rayonnement sont appréciés de tous.
De 1962 à 1965, il est médecin-chef d'un hôpital aux Nouvelles Hébrides.
Puis, de 1965 à 1973, il est biologiste au service mixte de contrôle biologique à Paris. En 1973, il retourne aux Nouvelles Hébrides comme chef du service de santé.
De 1975 à 1978, il est ensuite président de la commission de réforme de Paris.

De 1978 à 1980, il est chef de mission médicale et conseiller technique du ministre de la Santé de Djibouti.

En 1981, Patrice de Carfort est nommé inspecteur technique de la médecine de prévention des armées.

En 1982, il est promu médecin général.
Il quitte le service actif au poste d'inspecteur de la médecine du travail dans les armées, au terme de près de 40 années de services. Il est admis dans la 2e section du cadre des officiers généraux le 1er novembre 1985, avec le rang de médecin chef des services hors classe.

## Décès et hommages
Le médecin général (2 étoiles) Patrice de Carfort meurt le 21 mars 2010. Le 25 mars, une cérémonie funèbre a lieu en son honneur aux Invalides à Paris.

Il est inhumé au cimetière Saint-Louis à Versailles.
En 2010, les élèves de l’École de santé des armées (ESA) de Lyon ont choisi comme parrain de promotion Patrice Le Nepvou de Carfort en tant que figure emblématique du service de santé des armées,. La “Promotion Médecin Général Patrice Le Nepvou de Carfort” est la 65e promotion de la Vieille École, la 30e  promotion de l’École de Bron et la 1re promotion de l’École Unique. Le message au cœur de ce parrainage est l'aptitude et l'acceptation des jeunes gens sortant tout juste de la condition d'élèves à être projetés en situation de guerre et à s'y conduire immédiatement avec efficacité et détermination. Une telle attitude ne peut se concevoir sans une solide motivation de départ renforcée par une formation spécifique et un état d'esprit particulier transmis et entretenus au sein des écoles antérieures et du couple ESA-EVDG. Le caractère remarquable du cheminement du Médecin-général Patrice Le Nepvou de Carfort a été reconnu de manière la plus éloquente par le choix de parrainage des élèves de la promotion 2010, car c'est par l'action du médecin breton et de ses camarades que le drapeau de l'École de santé des armées peut porter la Croix de guerre des Théâtres d'opérations extérieurs.
« 
C'est le cœur heureux et chargé d'émotions que nous avons eu l'honneur en ce jour de fléchir le genou afin de recevoir comme nom et exemple le Médecin Général Le Nepvou de Carfort. Médecin reconnu, notre Parrain fut aussi un officier qui a su montrer les qualités d'un chef autant sur le Champ d'Honneur que dans ses postes de commandement en métropole et outre-mer. Exemplarité, modestie, dévouement, service sont tant de composantes de l'idéal tracé tout au long de sa vie. Nous souhaitons ardemment cultiver ce que notre Parrain laisse à la postérité, quelles que soient l'unité et la mission où nous aurons à servir la France et l'Humanité. […] Cette année, la nouvelle École a été créée, aujourd'hui une nouvelle promotion est née. En nous appuyant sur l'exemple de notre Parrain, et plus largement sur celui de nos Anciens, puissions-nous travailler à nous préparer de la meilleure des manières à soutenir le combattant et à soulager tout homme qui se trouvera sur notre route.
 »
— Thibault Mauger, élève officier médecin en 2010, président de la promotion Médecin général Patrice Le Nepvou de Carfort à l'ESA, 

### Chant de la promotion «Patrice Le Nepvou de Carfort»[9]
| Fils de Bretagne, marqué par la guerre Désireux de servir la nation, Suivant vos pairs à la libération, Vous vous engagez à la Santé Militaire. Sorti de l'École, choisissant la coloniale Vous rejoignez le palais du Pharo. ⁂ De la métropole à la jungle asiatique, Des confins sahariens aux îles des tropiques, Vaillant parachutiste, au courage exemplaire Incarnant à jamais le médecin militaire. En ce jour devant devant vous nous jurons De porter fièrement votre nom. Soyez pour toujours notre guide dans l'effort, Oh Général Le Nepvou de Carfort ⁂ Pour l'Indochine, Lieutenant volontaire, Sur tous terrains, dépensant sans compter, Votre énergie aux côtés des blessés, Sans cesse dévoué, sur cette terre étrangère. À Dien Bien Phu, sous le feu Viet Minh, Combattant d'élite, fier soldat de marine. ⁂ | Revenu des combats, embarqué pour les îles, En Polynésie, par votre abnégation, Vous marquez le cœur des populations. L'appel de la France vous mène en terre hostile. Pendant une année, arpentant le Djébel, Vous soignez les civils, combattez les rebelles. ⁂ Infatigable, se succèdent vos missions, Vous consacrez au progrès scientifique, Ces années de labeur magnifique, Montant les échelons, forçant l'admiration. Après quarante ans de service exemplaire, Vous vous retirez de la vie militaire. ⁂ La postérité retiendra votre nom Vos pas glorieux guidant notre promotion. ⁂ Paroles et musique écrites par les Élèves Officiers Médecins suivants : Florian Cazaudebat, Myriam Dargaud, Alice Humeau, Marie Laigle, Pierre Dragon, Jordan Sayeh, Antoine de la Cropte de Chanterac, Joseph Coutin, Caroline Desprez, Julie-Anne Lebeul, Maxime Aurian, François-Nathan Bronstein, Pierre-Henri Quillico. |

## Décorations
| - Grand officier de la Légion d'honneur (2000) - Commandeur de la Légion d'honneur (1979) - Grand-croix de l'ordre national du Mérite (2009) - Grand officier de l'ordre national du Mérite (1986) - Une fois blessé et six fois cité. | - Grand-Croix de l’ONM. |